# Slavoljub Eduard Penkala
Slavoljub Eduard Penkala, né le 20 avril 1871 à Liptovský Mikuláš en Slovaquie de parents d'origine juive polonaise et néerlandaise et naturalisé Croate, est un ingénieur et inventeur.
Il invente en 1907 le premier stylo mécanique à réservoir intégré, le « penkala », et crée une entreprise de fabrication et distribution nommée TOZ Penkala, qui existe encore de nos jours.
En 1910, il fabrique le premier aéroplane de Croatie, le Penkala 1910 Biplan (en) surnommé le Papillon, piloté par Dragutin Novak (en).
Inventeur prolixe, il a déposé un total de 80 brevets parmi lesquels :
- Le thermophore, ancêtre de la bouillotte
- Des produits détergents
- Des freins pour locomotives
- Une batterie à anodes